# François le Métel de Boisrobert
François le Métel de Boisrobert, född 1 augusti 1592 och död 30 mars 1662, var en fransk författare.
de Boisrobert kom tidigt till Paris där han vann Richelieus stöd. Han utnämndes till hovpredikant och upphöjdes till adligt stånd. de Boisrobert utövade stort inflytande på Richelieu och anses ha varit den som gav honom idén att upprätta den Franska akademin, av vilken de Boisrobert själv blev medlem. Han skrev ett antal skådespel, av vilka kan nämnas La belle plaideuse (1655), som lär ha inspirerat Molière till L'avare.